# K.3-konvention
En K.3-konvention är en särskild typ av konvention gällande rättsliga och inrikes frågor som tidigare kunde antas inom Europeiska unionen på grundval av artikel K.3, sedermera artikel 34, i fördraget om Europeiska unionen. K.3-konventionerna är inte formellt en del av unionsrätten, men nya medlemsstater har behövt anta dem i enlighet med anslutningsfördragen 1994, 2003, 2005 och 2011 och de har därför utgjort en del av unionens regelverk.
Möjligheten att anta K.3-konventioner skapades i samband med bildandet av Europeiska unionen den 1 november 1993 genom Maastrichtfördraget. Vid sitt bildande bestod unionen av tre pelare: Den överstatliga Europeiska gemenskaperna och de mellanstatliga delarna gemensamma utrikes- och säkerhetspolitiken och rättsliga och inrikes frågor. K.3-konventionerna var ett sätt för unionens medlemsstater att anta bestämmelser kring bland annat polissamarbete och gränsfrågor, där unionen hade begränsad rättslig kapacitet att själv anta bindande rättsakter.
Genom Amsterdamfördraget, som trädde i kraft den 1 maj 1999, överfördes gräns-, asyl- och invandringspolitik samt civilrättsligt samarbete till den överstatliga pelaren, och den rättsliga grunden för K.3-konventionerna ändrades till att endast beröra polissamarbete och straffrättsligt samarbete, som var återstoden av den mellanstatliga tredje pelaren. Genom Lissabonfördraget, som trädde i kraft den 1 december 2009, integrerades även dessa delar i den överstatliga strukturen och alla beslut fattas nu enligt unionens ordinarie beslutsgång. Flera av K.3-konventionerna har sedan dess ersatts av rättsakter, medan ett fåtal fortfarande är i kraft.
Möjligheten att anta K.3-konventioner nådde aldrig någon större framgång. Endast en konvention antogs efter Amsterdamfördrags ikraftträdande och de flesta antagna konventionerna trädde antingen aldrig i kraft eller trädde i kraft efter en lång ratificeringsprocess.

## Historia
Enligt den ursprungliga artikeln K.3 i fördraget om Europeiska unionen kunde Europeiska unionens råd, antingen på initiativ av en medlemsstat eller, i vissa fall, på initiativ av Europeiska kommissionen, med enhällighet anta konventioner på området för rättsliga och inrikes frågor.
Genom Amsterdamfördraget ändrades artikel K.3 till artikel 34. Samtidigt överfördes en del av de rättsliga och inrikes frågor till unionens överstatliga struktur, som omfattades av dess ordinarie beslutsgång. Kvar fanns polissamarbete och straffrättsligt samarbete. I Nicefördraget skedde inga förändringar av artikel 34.
Genom Lissabonfördraget, som trädde i kraft den 1 december 2009, avskaffades hela pelarstrukturen. Polissamarbete och straffrättsligt samarbete integrerades i den överstatliga ordinarie strukturen och behovet och möjligheten att anta separata konventioner utanför unionsrättens ramar avskaffades följaktligen. Däremot kvarstår särskilda bestämmelser inom polissamarbete och straffrättsligt samarbete som fortfarande möjliggör för förslag att initieras av minst en fjärdedel av medlemsstaterna, och inte enbart av kommissionen så som är fallet för alla andra politikområden.

## Lista över K.3-konventioner
En rad K.3-konventioner antogs under 1990-talet och början av 2000-talet. De har även ändrats genom ett flertal olika mellanstatliga protokoll.
|  | K.3-konvention som är i kraft |

|  | K.3-konvention som är upphävd och/eller ersatt av unionsrätten |

|  | K.3-konvention som undertecknats, men aldrig ratificerats |

| Konventionsnamn | Undertecknat | Ikraftträdande         | Upphävd             | Kommentar | Ref.                 |
| --- | ------------ | ---------------------- | ------------------- | --- | -------------------- |
| Konventionen om ett förenklat förfarande för utlämning mellan Europeiska unionens medlemsstater                                      | 1995-03-10   | varierande             | 2004-01-01 (ersatt) | Ej ratificerad av alla medlemsstater. Delvis tillämplig för Island och Norge samt Schweiz genom Schengensamarbetet. Ersatt av unionsrätten genom rambeslut 2002/584/RIF                                          | [ 12 ]               |
| Konventionen om skydd av Europeiska gemenskapernas finansiella intressen                                                             | 1995-07-26   | 2002-10-17             | 2019-07-06          | Upphävd och ersatt av unionsrätten genom direktiv (EU) 2017/1371 (utom för Danmark) | [ 14 ] [ 15 ] [ 16 ] |
| Konventionen om användning av informationsteknologi för tulländamål                                                                  | 1995-07-26   | 2005-12-25             | 2011-05-27          | Upphävd och ersatt av unionsrätten genom beslut 2009/917/RIF | [ 18 ] [ 19 ]        |
| Konventionen om upprättandet av en europeisk polisbyrå (Europolkonventionen)                                                         | 1995-07-26   | 1998-10-01             | 2010-01-01          | Upphävd och ersatt av unionsrätten genom beslut 2009/371/RIF | [ 21 ] [ 22 ]        |
| Konventionen om utlämning mellan Europeiska unionens medlemsstater                                                                   | 1996-09-27   | varierande, 2019-11-05 | 2004-01-01 (ersatt) | Undertecknad och ratificerad endast av vissa medlemsstater. Delvis tillämplig för Island och Norge samt Liechtenstein och Schweiz genom Schengensamarbetet. Ersatt av unionsrätten genom rambeslut 2002/584/RIF. | [ 25 ]               |
| Konventionen om kamp mot korruption som tjänstemän i Europeiska gemenskaperna eller Europeiska unionens medlemsstater är delaktiga i | 1997-05-26   | 2005-09-28             | i kraft             | Ej ratificerad av Malta | [ 27 ] [ 28 ] [ 29 ] |
| Konventionen om delgivning i Europeiska unionens medlemsstater av handlingar i mål och ärenden av civil eller kommersiell natur      | 1997-05-26   | –                      | –                   | Ej ratificerad av medlemsstaterna | [ 31 ]               |
| Konventionen om ömsesidigt bistånd och samarbete mellan tullförvaltningar (Neapel II-konventionen)                                   | 1997-12-18   | 2009-06-23             | i kraft             | | [ 33 ] [ 34 ] [ 35 ] |
| Konventionen om domstols behörighet och om erkännande och verkställighet av domar i äktenskapsmål                                    | 1998-05-28   | –                      | –                   | Ej ratificerad av medlemsstaterna | [ 37 ]               |
| Konventionen om kördiskvalifikationer                                                                                                | 1998-06-17   | varierande             | 2016-02-22          | Ej ratificerad av alla medlemsstater. Upphävd och ersatt av unionsrätten genom förordning (EU) 2016/95 (ej bindande för Danmark)                                                                                 | [ 39 ] [ 40 ]        |
| Konventionen om ömsesidig rättslig hjälp i brottmål mellan Europeiska unionens medlemsstater                                         | 2000-05-29   | 2005-08-23             | i kraft             | Ej ratificerad av Grekland och Kroatien. Tillämplig för Island och Norge samt Liechtenstein och Schweiz genom Schengensamarbetet.                                                                                | [ 43 ] [ 44 ]        |

### Ej antagna K.3-konventioner
Flera föreslagna K.3-konventioner antogs aldrig av rådet. Det handlar bland annat om följande konventioner som syftade till att avskaffa de inre gränskontrollerna inom EU innan Schengensamarbetet införlivades den 1 maj 1999:
- Konvention om passerandet av de yttre gränserna[45]
- Konvention med bestämmelser för tredjelandsmedborgares rätt till inresa och vistelse i medlemsstaterna[46]

## Anslutning av nya medlemsstater
Enligt de senaste anslutningsfördragen har nya medlemsstater varit tvungna att även ansluta sig till K.3-konventionerna, även om dessa formellt sett inte har varit en del av unionsrätten. Genom Bulgariens och Rumäniens anslutningsfördrag infördes en förenklad beslutsgång som innebar att Europeiska unionens råd med enhällighet på rekommendation av Europeiska kommissionen och efter samråd med Europaparlamentet kunde besluta om att utöka konventionernas territoriella omfattning till Bulgarien och Rumänien. På så sätt undveks en utdragen ratificeringsprocess mellan 27 olika medlemsstater. Samma förenklade förfarande återfanns i Kroatiens anslutningsfördrag.

## Liknande konventioner
Ett antal andra konventioner har antagits av Europeiska unionens medlemsstater mot bakgrund av unionens fördrag. Dessa berör andra områden än rättsliga och inrikes frågor där Europeiska gemenskaperna och sedermera Europeiska unionen inte hade egen kapacitet att lagstifta. I likhet med K.3-konventionerna är dessa konventioner inte formellt sett en del av unionsrätten, men nya medlemsstater har varit tvungna att ansluta sig till dem som en del av anslutningen till EU. Dessa konventioner är:
- Konventionen av den 29 februari 1968 om ömsesidigt erkännande av bolag och juridiska personer (antagen mot bakgrund av artikel 220 i Romfördraget)[51][52][53][54]

- Konventionen av den 27 september 1968 om domstols behörighet och om verkställighet av domar på privaträttens område (antagen mot bakgrund av artikel 220 i Romfördraget)[55][56][57]

- Romkonventionen – Konventionen av den 19 juni 1980 om tillämplig lag för avtalsförpliktelser (senare ersatt av Rom I-förordningen för alla medlemsstater utom Danmark)

- Konventionen av den 23 juli 1990 om undanröjande av dubbelbeskattning vid justering av inkomst mellan företag i intressegemenskap (antagen mot bakgrund av artikel 220 i Romfördraget)